# Erika Karasek
Erika Karasek (geb. Althans; * 26. Oktober 1934 in Leipzig) ist eine deutsche Volkskundlerin und Museumsleiterin. Sie war seit 1980 Direktorin des Museums für Volkskunde in Ost-Berlin und nach der Wiedervereinigung von 1994 bis 1999 Direktorin des zusammengeführten Staatlichen Museums für Volkskunde. In dieser Position war sie maßgeblich an der Konzeption des Museums Europäischer Kulturen beteiligt.

## Leben
Erika Karasek verlor bereits im Vorschulalter ihre Mutter, ihr Vater war Kraftfahrer. Nach der Schule absolvierte sie eine Berufsausbildung zur Damen-Maßschneiderin, die sie 1953 mit der Gesellenprüfung abschloss. Nachdem sie auf dem zweiten Bildungsweg, an der Arbeiter-und-Bauern-Fakultät, das Abitur erworben hatte, studierte sie von 1957 bis 1961 an der Humboldt-Universität zu Berlin Volkskunde und Völkerkunde. In ihrer Diplomarbeit befasste sie sich mit Trachtenforschung. Es folgte ein einjähriges Zusatzstudium in Prag.

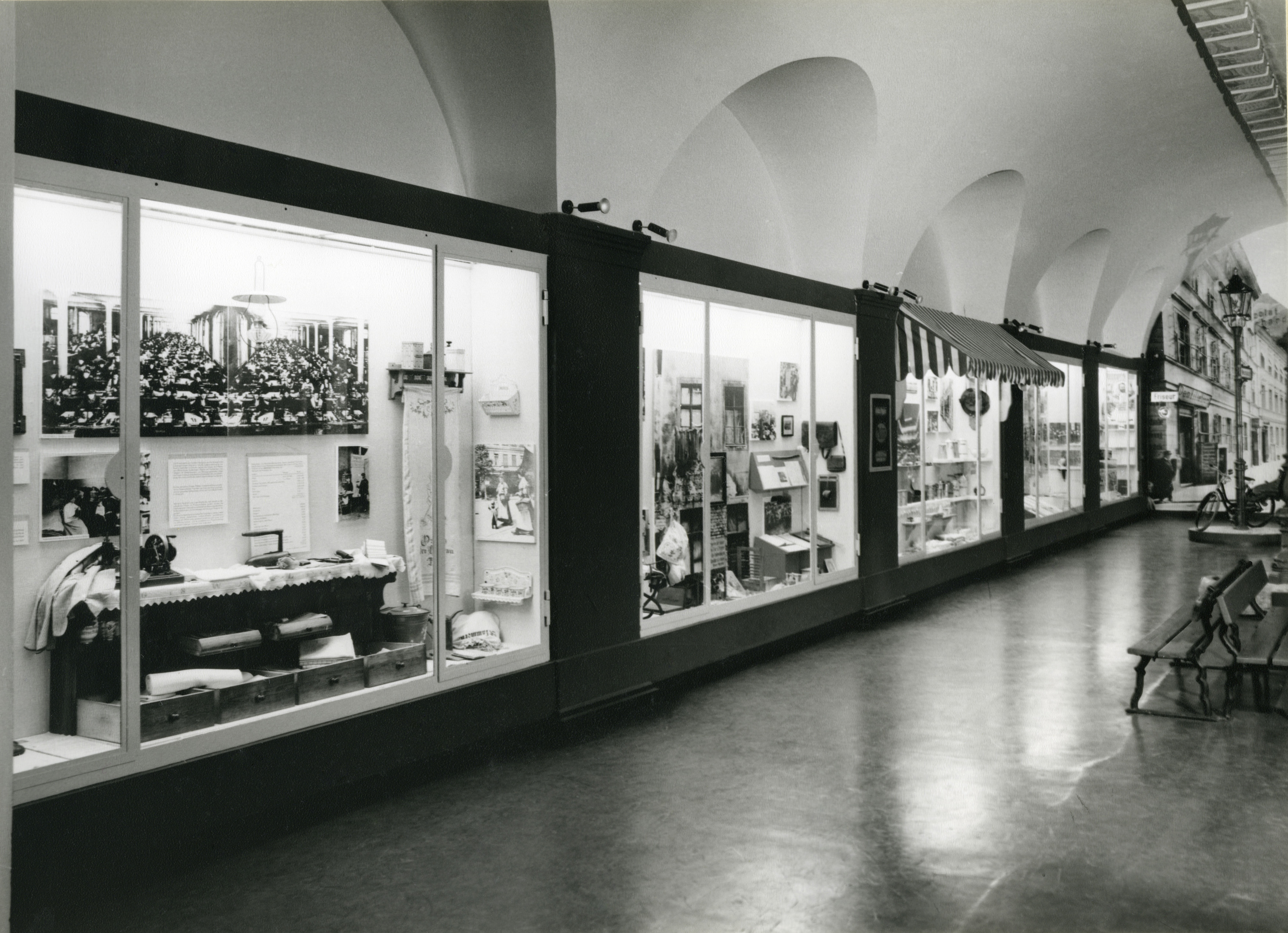
Ansicht aus der Ausstellung Großstadtproletariat. Zur Lebensweise einer Klasse, die vom Museum für Volkskunde ab 1980 im Pergamonmuseum gezeigt wurde.

Als Nachfolgerin Helene Ebner von Eschenbachs wurde Karasek am 1. Oktober 1962 als wissenschaftliche Mitarbeiterin am Museum für Volkskunde in Ost-Berlin angestellt. Sie war 1967 an der Einrichtung der Studiensammlung landwirtschaftlicher Geräte in Wandlitz beteiligt. Zur Fertigstellung ihrer Doktorarbeit wurde sie 1973 für drei Jahre an den Bereich Ethnographie, Sektion Geschichte der Humboldt-Universität zu Berlin delegiert. Mit der Dissertation Die volkskundlich-kulturhistorischen Museen in Deutschland vom Ausgang der Periode des entwickelten Kapitalismus bis 1945. Eine wissenschaftsgeschichtliche Untersuchung zur Rolle der Volkskunde in der bürgerlich-imperialistischen Gesellschaft wurde Karasek 1978 bei Wolfgang Jacobeit promoviert. 1980 folgte sie Jacobeit als Direktorin des Museums für Volkskunde der Staatlichen Museen Ost nach. In dieser Funktion war sie maßgeblich an der Umsetzung der Ausstellung Großstadtproletariat. Zur Lebensweise einer Klasse, die ab Herbst 1980 präsentiert wurde und über eine Million Besucher verzeichnen konnte, beteiligt.
Nach der Wiedervereinigung und der Zusammenführung des Staatlichen Museums für Volkskunde 1992 war sie Direktorin am Museum unter Museumsdirektor Theodor Kohlmann, der seit 1974 diese Position inne und das Museum im Magazingebäude des Geheimen Staatsarchivs eingerichtet hatte. Da die Staatlichen Museen zu Berlin Planstellen einsparen mussten, konnte der Direktorenposten nicht ausgeschrieben werden, als Kohlmann 1994 seinen Ruhestand antrat. Als langjährige Direktorin des Museums für Volkskunde auf der Museumsinsel und seine Stellvertreterin folgte ihm deshalb Karasek nach. In dieser Position überwachte sie die Zusammenführung der Bestände der Sammlungen aus Ost- und Westberlin sowie die Entwicklung hin zum geplanten Museum Europäischer Kulturen. Ihre Prägung durch die Volkskunde der DDR, die sich durch eine besondere Nähe zur Ethnologie auszeichnete, wurde dabei als ein positiver Faktor für ihre Arbeit ausgemacht.
Auf einer Tagung in Stuttgart warf Karasek 1992 die Frage auf, ob Museen für Europäische Ethnologie ein Modell für die Zukunft wären, und stellte erste konzeptionelle Überlegungen für ein solches Museum vor. Dies stieß auf teils kontroverse Reaktionen der Fachkollegen. Auch als Reaktion auf diese Resonanz fand die 11. Tagung der Arbeitsgruppe Kulturhistorische Museen in der Deutschen Gesellschaft für Volkskunde in Berlin zum Thema Wege nach Europa. Ansätze und Problemfelder in den Museen statt. Zu diesem Zeitpunkt war die Zusammenlegung des Museums für Volkskunde mit der Abteilung Europa des Völkerkundemuseums im Rahmen der Umstrukturierung der Staatlichen Museen zu Berlin bereits beschlossen und das Wasserwerk am Müggelsee in Berlin-Friedrichshagen, welches das Museum für Produktionsgeschichte der Wasserwirtschaft beherbergt hatte, wurde als möglicher Standort diskutiert. Zwar stieß auch diese Tagung innerhalb der deutschen Volkskunde ebenfalls auf Kritik. Der teils kontroverse Austausch wurde von Karasek jedoch als wichtige Komponente für die Herausbildung des zukünftigen Museums erachtet. Als das Museum Europäischer Kulturen 1999 gegründet wurde und mit der Ausstellung Faszination Bild. Kulturkontakte in Europa erstmals an die Öffentlichkeit trat, wurde es als neuer Typus des kulturhistorischen Museums mit europäischer Ausrichtung positiv rezipiert.
Neben der Vorbereitung der Gründung des neuen Museums arbeitete Karasek am Verlustkatalog des Museums. Am 31. Oktober 1999 ging Karasek in den Ruhestand. Ihre Nachfolgte trat Konrad Vanja an.

## Publikationen
- Pfefferkuchen – Masken – Pyramiden. Weihnachtliche Volkskunst, Berlin: Staatliche Museen zu Berlin, Museum für Volkskunde 1969.
- Hintergründe zur Entstehung und Wirkungsweise von Volkskunde- und Heimatmuseen um 1900, in: Forschungen und Berichte, Band 20/21 (1980), S. 593–599.
- Spruchweisheiten auf Haustextilien. Dargestellt an Materialien des Museums für Volkskunde Berlin (DDR), in: Kultur und Lebensweise. Arbeitsmaterial des Zentralen Fachausschusses Kulturgeschichte, Volkskunde in der Gesellschaft für Heimatgeschichte im Kulturbund der DDR, Berlin 1980, S. 47–54.
- Großstadtproletariat. Zur Lebensweise einer Klasse, Berlin: Museum für Volkskunde 1983.
- Die volkskundlich-kulturhistorischen Museen in Deutschland. Zur Rolle der Volkskunde in der bürgerlich-imperialistischen Gesellschaft, Berlin: Institut für Museumswesen 1984.
- Schilder, Bilder, Moritaten. Sonderschau des Museums für Volkskunde im Pergamonmuseum, 25.9.87 – 3.1.88, Berlin: Staatliche Museen 1987.
- Sensationen, Sensationen, Merk-Würdiges aus Museum und Panoptikum. Sonderausstellung Museum für Volkskunde, Staatliches Museum zu Berlin vom 8. Juni bis 15. September 1991 im Berliner Panoptikum im Ku-Damm-Eck, Berlin: Panoptikum 1991.
- Geschmacksache. Kochbücher aus dem Museum für Volkskunde (= Staatliche Museen zu Berlin, Museum für Volkskunde, 12.11.95 – 14.4.96), Sabine Verk und Erika Karasek, Berlin: SMPK 1995, ISBN 3-88609-382-4.
- Faszination Bild. Kultur Kontakte Europa. Ausstellungskatalog zum Pilotprojekt, Erika Karasek und Konrad Vanja, Berlin: Staatliche Museen zu Berlin Preußischer Kulturbesitz 1999, ISBN 3-9806239-2-0.
  - Das Museum Europäischer Kulturen. Entstehung – Realität – Zukunft, Erika Karasek und Elisabeth Tietmeyer, in: Faszination Bild. Kultur Kontakte Europa. Ausstellungskatalog zum Pilotprojekt, S. 13–26.
  - Fleckelteppiche – Tuchbilder,  in: Faszination Bild. Kultur Kontakte Europa. Ausstellungskatalog zum Pilotprojekt, S. 45–62.